# Elmer Wayne Henley
Elmer Wayne Henley Jr. (Houston, 9 maggio 1956) è un serial killer statunitense.
Arrestato l'8 agosto 1973, per la sua complicità in una serie di omicidi avvenuti in Texas negli anni settanta, nei quali almeno 28 ragazzi adolescenti furono torturati, stuprati e uccisi da Dean Corll tra il 1970 e il 1973. Henley e David Owen Brooks (altro complice di Corll), insieme e individualmente, procuravano le vittime a Corll portandogliele a casa dove egli poteva agire indisturbato. In seguito Henley, all'epoca diciassettenne, sparò a Corll uccidendolo nell'agosto 1973.
Elmer Henley fu condannato all'ergastolo per il suo coinvolgimento negli "Omicidi di Massa di Houston", che all'epoca furono descritti dai mass media come il "peggior caso di omicidi seriali nella storia americana".

## Biografia
Elmer Wayne Henley Jr. nacque il 9 maggio 1956 a Houston, Texas, maggiore dei quattro figli nati da Elmer Wayne Henley Sr. (21 settembre 1938 – 18 giugno 1986) e Mary Henley (nata Weed) (4 maggio 1937). Il padre era un alcolista che picchiava la moglie e i figli. Nonostante gli abusi, Mary Henley cercò sempre di assicurare una buona istruzione ai propri figli e di non far mancare loro nulla. La coppia divorziò nel 1970 quando Henley aveva 14 anni. Sua madre ottenne la custodia dei figli.
Inizialmente, Henley era un eccellente studente; ma dopo il divorzio dei genitori smise di studiare per fare vari lavoretti part-time così da aiutare la madre a pagare i conti, e i suoi voti peggiorarono. A 15 anni abbandonò del tutto la scuola. In seguito avrebbe collezionato tutta una serie di reati minori, venendo anche arrestato per furto nel 1972.
Prima di lasciare gli studi, Henley fece amicizia con un ragazzo di nome David Brooks. Ben presto Henley si accorse della strana frequentazione che Brooks aveva con un uomo adulto: Dean Corll. Inizialmente, Henley era incerto sulla reale natura del rapporto tra Corll e Brooks. Successivamente avrebbe affermato che sebbene ammirasse Corll perché era un gran lavoratore, però sospettava anche che fosse omosessuale, e concluse che Brooks avesse in mente di "derubare una vecchia checca".
Comunque, alla fine del 1971, Henley cominciò anche lui a frequentare assiduamente Corll, portando a termine vari furti dietro sua commissione in cambio di denaro. In un'occasione, Corll chiese a Henley se avrebbe avuto il coraggio di uccidere qualcuno se si fosse reso necessario, e il ragazzo rispose di "si".
Nello stesso anno, Henley divenne sospettoso circa le strane sparizioni di ragazzi che avvenivano nel suo quartiere: fin dal dicembre scorso, erano scomparsi otto ragazzi di eta compresa tra i 13 e i 17 anni da Houston Heights. Henley era amico di due di questi, David Hilligiest e Gregory Malley Winkle, scomparsi il 29 maggio 1971, mentre stavano recandosi in piscina. Henley stesso partecipò alle operazioni di ricerca dei due giovani.

## Incontro con Dean Corll
Nell'inverno del 1971, quando aveva 15 anni, Wayne Henley fu portato da David Brooks a conoscere Dean Corll. Nella sua confessione di due anni più tardi, Henley disse agli inquirenti che Brooks lo aveva attirato a casa di Corll con la promessa di "un affare che avrebbe potuto fargli guadagnare molti soldi". A casa di Corll (dove forse era stato condotto come potenziale vittima), al giovane Elmer fu raccontato che Corll apparteneva a un'organizzazione di Dallas che procurava ragazzi giovani per farli diventare "schiavi sessuali" per facoltosi uomini d'affari. A Henley fu offerto lo stesso compenso di Brooks (200 dollari) per ogni ragazzino che fosse riuscito a portare a Corll.
In seguito all'arresto nel 1973, Henley raccontò alla polizia di aver ignorato la proposta di Corll per svariati mesi, tuttavia, all'inizio del 1972, decise di accettare l'offerta perché aveva bisogno di soldi. All'angolo tra l'11ª e Studewood, Henley convinse un giovane a entrare nell'auto di Corll. La vittima fu attirata nell'appartamento di Schuler Street con la promessa di fumare marijuana. Una volta giunti a casa di Corll, Henley ammanettò il ragazzo per scherzo, e poi vide Corll balzare sul giovane, legargli le gambe e mettergli del nastro adesivo sulla bocca. Elmer lasciò quindi il giovane da solo con Corll, credendo che sarebbe stato venduto nel giro dei pedofili. Il giorno successivo, Corll pagò 200 dollari a Henley come pattuito.
L'identità della prima vittima che Henley aiutò a rapire non è mai stata accertata, sebbene sia possibile che il ragazzo fosse il diciassettenne Willard Karmon Branch, scomparso nel febbraio 1972 e il cui cadavere castrato e strangolato fu sepolto da Corll.

### Complicità negli omicidi

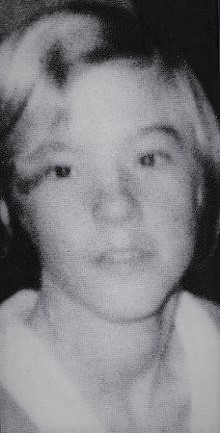
Il tredicenne James Dreymala, una delle vittime di Corll e Henley

Il 24 marzo, Henley, insieme a Corll e Brooks, persuase il diciottenne Frank Aguirre a venire a casa di Corll con la promessa di fumare un po' di marijuana. Quando il ragazzo si adormentò, Corll lo legò al suo "tavolo delle torture", lo violentò, torturò e infine strangolò. In seguito, Henley dichiarò di aver tentato di far cambiare idea a  Corll dal violentare e uccidere Aguirre, ma l'uomo non lo ascoltò nemmeno. Fu a questo punto, che Corll gli disse che tutti i ragazzi che gli aveva portato erano stati uccisi da lui e che anche Aguirre avrebbe fatto la stessa fine. Più tardi, Corll e Brooks dissero a Henley che il suo amico d'infanzia, David Hilligiest, era stato ucciso anche lui e sepolto insieme all'amico Gregory Malley Winkle.
Nonostante le rivelazioni di Corll, Henley continuò a fornirgli vittime. Meno di un mese dopo, Henley e Brooks convinsero il diciassettenne Mark Scott a partecipare a una festa a casa di Corll. Il ragazzo subì la medesima sorte di Frank Aguirre. Il 21 maggio furono uccisi Billy Baulch e Johnny Ray Delone.
Nel giugno 1972 Corll uccise il diciassettenne Steven Sickman, e il 3 ottobre seguente, Henley assistette Corll nel rapimento e omicidio di Wally Simoneaux e Richard Hembree. David Brooks dichiarò in seguito che Hembree era stato accidentalmente ferito alla mascella da un colpo di pistola partito inavvertitamente dall'arma di Henley. Un mese dopo, il diciannovenne Richard Kepner fu rapito mentre stava telefonando alla fidanzata da un telefono pubblico.
Successivamente, Henley fu complice nel rapimento e omicidio di almeno altri nove adolescenti. Nel febbraio 1973, Corll rapì e uccise Joseph Lyles, 17 anni, apparentemente senza l'aiuto di Henley, che si era trasferito a Mount Pleasant a inizio anno.
Nella primavera del 1973, Henley cercò di arruolarsi in Marina, ma la sua domanda venne respinta il 28 giugno per scarso livello d'istruzione.
Tra giugno e luglio 1973, Henley, Brooks e Corll uccisero altre sette vittime di età compresa tra i 15 e i 20 anni.
Il 4 giugno, il quindicenne Billy Lawrence, amico di Henley, fu rapito e dopo tre giorni di sevizie, strangolato da Corll a Pasadena, e sepolto a Lake Sam Rayburn.
I have decided to go to Austin because I have got a good job offer.

I am sorry that I decided to leave but I just had to go.

PS I will be back in late August. Hope you understand, but I had to go.

Daddy I hope you know I love you. Your Son, Billy.»
Ho deciso di andare ad Austin perché ho ricevuto una buona offerta di lavoro.

Mi dispiace di avere deciso di andarmene ma dovevo proprio.

PS Sarò di ritorno per fine agosto. Spero che capirai, ma dovevo andare.

Papà spero che tu sappia che ti voglio bene. Tuo figlio Billy»
(Trascrizione della lettera che Billy Lawrence fu costretto da Corll a scrivere al padre.)
Meno di due settimane dopo, un autostoppista ventenne di nome Raymond Blackburn fu strangolato e sepolto a Lake Sam Rayburn e il quindicenne Homer Garcia sparì il 7 luglio. Due altri giovani, John Sellars e Michael Baulch, furono uccisi il 12 e il 19 luglio, mentre il 25 luglio, Henley portò a casa di Corll due suoi amici di nome Charles Cobble e Marty Jones, che furono uccisi due giorni dopo.
Il 3 agosto, Brooks e Corll – senza l'assistenza di Henley – rapirono e uccisero il tredicenne James Dreymala. Dreymala fu torturato, ripetutamente violentato, e strangolato prima di essere sepolto da Corll.

## 8 agosto 1973
L'8 agosto 1973, Henley portò un'altra potenziale vittima, il diciannovenne Timothy Kerley, a casa di Corll con la scusa di un invito a una festa. Prima che Corll riuscisse a legare il ragazzo al suo tavolo delle torture, i due giovani uscirono per andare a comprare dei panini. Henley e Kerley tornarono poco dopo in compagnia di una ragazzina di nome Rhonda Williams, 15 anni. Corll si infuriò che fosse stata portata a casa sua una ragazza, dicendo in privato a Henley che aveva "rovinato tutto". Comunque, Corll rimase calmo esternamente, e aspettò pazientemente che i ragazzi si addormentassero per legarli.
Henley si svegliò con le manette ai polsi, mentre Kerley e Williams erano legati insieme sul pavimento.
Quando Corll minacciò di sparargli con una pistola calibro .22, Henley lo supplicò di risparmiargli la vita, promettendo in cambio di partecipare alla tortura e omicidio degli altri due giovani. Corll accettò e liberò Henley, poi portò Kerley e Williams in camera da letto. Quindi dichiarò che avrebbe stuprato e ucciso Kerley e voleva che Henley facesse lo stesso a Rhonda Williams.

### Omicidio di Corll
Quando Corll cominciò a stuprare Tim Kerley, Henley si mise a tagliare via i vestiti della Williams con un coltello datogli da Corll. Mentre la spogliava, la ragazza alzò la testa e chiese a Henley: «Ma stai facendo sul serio?». Henley rispose annuendo e la Williams allora gli chiese "cosa avesse intenzione di fare"; Henley impugnò la pistola che Corll aveva appoggiato sul comodino vicino al letto e intimò all'uomo di fermarsi gridandogli: «Ti sei spinto troppo oltre, Dean!».
Persino con una pistola puntata contro, Corll non sembrò scomporsi e, avvicinatosi a Henley, gli urlò in faccia: «Uccidimi, Wayne! So che non lo farai!». Quindi Henley sparò un colpo che sfiorò la testa di Corll ferendolo di striscio alla fronte. Poi esplose altri due colpi ferendo l'uomo alla spalla sinistra, Corll barcollò fuori dalla stanza mentre Henley gli sparò altre tre volte nella schiena uccidendolo. Poi liberò Kerley e Williams, e telefonò alla polizia per costituirsi.

## Confessione
La sera dell'8 agosto, Henley confessò alla polizia che per circa tre anni, lui e David Brooks avevano aiutato a procurare ragazzi adolescenti – alcuni dei quali loro amici – a Dean Corll. Inoltre, egli dichiarò inequivocabilmente che fin dall'inverno del 1971, aveva attivamente partecipato al rapimento e successivo omicidio delle vittime. Anche Brooks era stato complice delle malefatte, da molto prima di lui.
Henley racconta agli agenti che Corll pagava a lui e Brooks 200 dollari per ogni vittima che attiravano nel suo appartamento, e informa la polizia di come Corll avesse seppellito gran parte delle vittime in una rimessa per barche nella zona sud ovest di Houston, e altre a Lake Sam Rayburn e High Island Beach. Infine, egli accettò di accompagnare la polizia alle varie sepolture per aiutare a recuperare i resti delle vittime.
In uno dei più drammatici momenti televisivi della storia di Houston, Jack Cato, un reporter della KPRC-TV, accompagnò Henley e la polizia in un magazzino dove gli assassini avevano sepolto alcune vittime. Cato permise a Henley di usare il radiotelefono mobile della produzione per chiamare la madre, e durante la telefonata Henley disse alla madre: «Mamma, ho ucciso Dean», confessandole in diretta di aver ammazzato Dean Corll. Il servizio fu ripetutamente mandato in onda nel notiziario locale della KPRC-TV e trasmesso a livello nazionale da NBC Nightly News in serata.
Tra l'8 e il 13 agosto 1973, un totale di 27 cadaveri di ragazzi di età compresa tra i 13 e i 20 anni furono rinvenuti nei tre posti indicati da Henley (e in seguito anche da Brooks), e un ulteriore corpo fu scoperto nel 1983. Diciassette delle vittime furono trovate nella rimessa delle barche, quattro a Lake Sam Rayburn, sei nella spiaggia di High Island (anche se il cadavere di Mark Scott non venne mai ritrovato). Le autopsie sui corpi indicarono come causa della morte delle varie vittime, lo strangolamento o colpi di arma da fuoco.
Al processo di Henley nel 1974, uno dei sei corpi rinvenuti a High Island, quello del diciassettenne John Manning Sellars, fu messo in discussione da un patologo forense circa il fatto se fosse o meno una delle vittime di Corll. Il giovane, scomparso il 12 luglio 1973, era stato ucciso con quattro colpi di fucile, mentre tutte le altre vittime degli omicidi seriali di Houston erano state strangolate o freddate con una pistola calibro .22 (la stessa utilizzata da Henley per uccidere Dean Corll). Tuttavia, Henley e Brooks avevano indicato il luogo della sepoltura e il corpo era stato trovato con mani e piedi legati come le altre vittime.

## Incriminazione
Il 13 agosto 1973, un grand jury della contea di Harris ascoltò le prove a carico di Henley e Brooks. Furono sentite le testimonianze di Rhonda Williams e Tim Kerley circa gli eventi del 7 e 8 agosto che portarono all'uccisione di Dean Corll, più i rapporti di vari ufficiali di polizia che descrissero le confessioni di Brooks e Henley. Infine fu ascoltata la testimonianza di un giovane di nome Billy Ridinger, che nel 1972 era stato rapito, torturato e violentato da Corll, Henley e Brooks, ma era sopravvissuto.
Dopo aver ascoltato le varie accuse presentate, inizialmente Henley fu incriminato per tre imputazioni di omicidio, mentre Brooks per uno solo. La cauzione fu fissata in 100,000 dollari. Henley non fu incriminato per l'omicidio di Dean Corll, che fu ritenuto per legittima difesa.
L'8 ottobre, Henley e Brooks furono portati in tribunale per la formale incriminazione dove le imputazioni salirono a sei omicidi per Henley e quattro per Brooks. Entrambi si dichiararono non colpevoli dei reati a loro imputati.

## Processo e condanna
Il processo a Henley ebbe inizio nel luglio 1974 a San Antonio, Texas, con l'imputazione di sei accuse di omicidio relative a ragazzi da lui condotti nell'appartamento di Dean Corll tra il marzo 1972 e il luglio 1973. Durante il processo, Henley fu rappresentato legalmente dagli avvocati Will Gray ed Edwin Pegelow.
Lo Stato del Texas presentò un totale di 82 prove contro Henley, inclusa la sua confessione scritta presentata il giorno dell'arresto, nella quale egli ammette di aver ucciso o contribuito ad uccidere diversi ragazzi, inclusi i sei adolescenti per la cui morte era sotto processo. Un totale di 25 testimoni confermarono la complicità di Henley nei rapimenti ed omicidi, incluso il detective David Mullican che disse come Henley gli avesse raccontato che i ragazzi venivano prima ammanettati, poi legati alla tavola delle torture, e infine veniva chiusa loro la bocca con del nastro isolante in modo che non potessero urlare.
Seguendo il consiglio dei suoi avvocati, Henley non volle testimoniare in sua difesa.
Il 16 luglio 1974, dopo aver ascoltato le argomentazioni del pubblico ministero e della difesa, la giuria si ritirò per emettere il verdetto. Henley fu giudicato colpevole dei reati ascrittigli e condannato all'ergastolo. Il 25 luglio, Henley e i suoi avvocati ricorsero in appello.

### Appello
La condanna di Henley fu annullata in appello il 20 dicembre 1978 per irregolarità nelle indagini preliminari del precedente processo. Fu quindi nuovamente processato nel giugno 1979 e la condanna all'ergastolo per 6 omicidi fu confermata.
Nel febbraio 1975, David Brooks venne processato per l'omicidio di Billy Ray Lawrence, avvenuto nel giugno 1973. Fu condannato all'ergastolo il 4 marzo.
Attualmente Henley e Brooks stanno scontando la pena in carcere. Henley è incarcerato nel penitenziario della contea di Anderson in Texas.

## Dipinti
Nel 1994, dietro suggerimento di un mercante d'arte della Louisiana, Henley cominciò a dipingere per hobby, in parte con l'intenzione di procurare entrate a sua madre. Henley si rifiuta di dipingere scene violente di qualsiasi genere; i suoi quadri raffigurano solo paesaggi, edifici e fiori.
In varie occasioni, le sue opere sono state esposte in mostre personali a Houston. Questo fatto ha provocato polemiche e la protesta ufficiale da parte dei parenti delle vittime.

## Riferimenti nella cultura di massa

### Cinema
- Un film basato sugli omicidi seriali di Houston, intitolato Freak Out, è stato distribuito nel 2003. Il regista Brad Jones, nella pellicola recita nella parte di Dean Corll. Il film si focalizza principalmente sulla sera dell'uccisione di Corll, prima che Henley gli sparasse per poi costituirsi alla polizia.[33]
- La produzione di un altro film direttamente basato sul caso "Houston Mass Murders", In a Madman's World, è terminata nel 2014.[34] Diretto da Josh Vargas, In a Madman's World si basa sulla vita di Elmer Wayne Henley prima, durante, e immediatamente dopo il suo coinvolgimento con Dean Corll e David Brooks. Il film ha ricevuto una distribuzione limitata nel 2017.
- Tobe Hooper, regista di Non aprite quella porta (1974), dichiarò di essersi ispirato anche alla storia di Elmer Wayne Henley (oltre che ovviamente a Ed Gein), per le vicende narrate nel suo film.[35][36]

### Libri
- Christian, Kimberly (2015). Horror in the Heights: The True Story of The Houston Mass Murders. CreateSpace. ISBN 978-1-515-19072-1.
- Gurwell, John K. (1974). Mass Murder in Houston. Cordovan Press.
- Hanna, David (1975). Harvest of Horror: Mass Murder in Houston. Belmont Tower.
- Jack Olsen, The Man with the Candy: The Story of the Houston Mass Murders, Simon & Schuster, 1974, ISBN 978-0-7432-1283-0.
- Rosewood, Jack (2015). Dean Corll: The True Story of The Houston Mass Murders. CreateSpace ISBN 978-1-517-48500-9.

### Televisione
- Il documentario The Killing of America del 1982, ha una sezione dedicata al caso "Houston Mass Murders".
- Il canale Investigation Discovery ha trasmesso un documentario sugli omicidi seriali di Houston facente parte della serie Most Evil. Il documentario, intitolato Manipulators, è andato in onda per la prima volta nel dicembre 2014.[37]
- La trama del quarto episodio della seconda stagione della serie televisiva Mindhunter in onda su Netflix, include delle interviste in carcere a Henley (interpretato da Robert Aramayo), circa il suo coinvolgimento con Corll nel caso "Houston Mass Murders".

### Musica
- Il gruppo rock australiano The Mark of Cain incluse un campionamento tratto dalla telefonata/confessione di Henley alla madre, all'inizio della canzone You Are Alone nell'album Battlesick del 1989.